# 이천초등학교
이천초등학교(利川初等學校)는 대한민국 경기도 이천시 창전동에 있는 공립 초등학교이다.

## 학교 연혁
이천초등학교는 1911년 5월 17일 이천공립보통학교 개교하였다. 1913년 3월 25일 4년제 제1회 졸업식이 개최되었으며, 남학생 4명이 졸업하였다. 1915년 6월 1일에는 여학생의 입학이 허용되었다.
1941년 4월 1일 이천제일국민학교로 개칭되었다. 1954년 4월 1일 이천국민학교로 개명되었다.
1955년 5월 11일 남천국민학교가 분리되어 개교하였다. 1981년 4월 9일 병설유치원 개원하였고 1990년 9월 6일 설봉국민학교 분리되어 개교하였다.
1996년 3월 1일 이천초등학교로 개명하였다. 2002년 3월 1일 이천송정초등학교 분리되어 개교되었다. 2011년 5월 15일 개교 100주년 기념식 및 동문체육대회가 개최되었다.

## 참고 문헌
- 이천초등학교 - 한국교육학술정보원 학교알리미

## 같이 보기
- 이천초등학교 축구단
- 이천초등학교 여자축구단